# Гипнагогия
Гипнагогия — промежуточное состояние между бодрствованием и сном. Характеризуется сознательным восприятием образов из бессознательного. В этом состоянии возможно наличие слуховых, зрительных, тактильных и логических галлюцинаций, а также сонный паралич. Психической патологией не считают, однако некоторые врачи связывают частые гипнагогические галлюцинации с невротическим развитием личности и повышенным уровнем тревоги.

## Галлюцинации
В научной среде высказывается мнение, что смешение бессознательного с сознательным между сном и явью происходит каждый раз, когда человек засыпает.
По статистике, галлюцинации перед сном хотя бы раз в жизни переживали около 30 % людей. Гипнагогические галлюцинации часто встречаются у больных нарколепсией и похожи на галлюцинации при шизофрении, могут быть неотличимы от реальности или проявляться в фантастических видениях. Иногда гипнагогическим галлюцинациям сопутствует ощущение приближения смерти.
Гипнагогические галлюцинации делятся на:
- зрительные;
- эффект тетриса;
- слуховые;
- тактильные;
- логические.

### Зрительные
Наиболее часто люди видят абстрактные линии, геометрические фигуры и разноцветные пятна — фосфены. В отличие от сновидений, зрительные гипнагогические галлюцинации возникают вне фазы сна и не имеют между собой связанной сюжетной линии. Иногда встречаются более сложные, чем чередование абстрактных фигур, картины. Например, человек, игравший на протяжении всего дня в видеоигру, перед сном может продолжить видеть эту игру, ему даже будет казаться, что он всё ещё продолжает в неё играть. Также могут проявляться изображения лиц или глаз, исчезающие довольно быстро. Они бывают навязчивыми, следуют за центром поля зрения. При этом, в отличие от сна, контакт с явью сохраняется.
Эффект тетриса
Люди, которые долгое время занимались какой-то повторяющейся деятельностью перед сном, в частности, новой для них, могут обнаружить, что она доминирует в их образах по мере того, засыпают, тенденция, названная эффектом Тетриса. Этот эффект даже наблюдался у страдающих амнезией, которые в противном случае не помнят об исходной деятельности. Когда деятельность связана с движущимися объектами, как в видеоигре Тетрис, соответствующие гипнагогические образы, как правило, воспринимаются как движущиеся. Эффект Тетриса не ограничивается визуальными образами, но может проявляться и в других модальностях. Например, Роберт Стикголд вспоминает, как он испытал прикосновение камней, засыпая после восхождения на гору. Это также может произойти с людьми, которые путешествовали на небольшой лодке по бурному морю или плавали по волнам незадолго до того, как лечь спать, и они чувствуют волны, когда дрейфуют ко сну, или с людьми, которые провели день на лыжах и продолжают «чувствовать снег» под ногами. Люди, которые провели много времени, прыгая на батуте, обнаружат, что они могут чувствовать движение вверх и вниз перед сном. Новые сотрудники, работающие на стрессовой и ответственной работе, часто сообщают об ощущении опыта выполнения рабочих задач в этот период перед сном.

### Слуховые
Обрывки фраз, мелодий и отдельных звуков — наиболее часто встречаемое явление в гипнагогическом состоянии. В отличие от типичных комментирующих псевдогаллюцинаций, гипнагогические галлюцинации не обсуждают и не оскорбляют человека, а скорее идут как фон или мысли. Если индивид откроет глаза или начнёт концентрировать внимание, галлюцинации исчезают.

### Тактильные
Из всех видов гипнагогических галлюцинаций, тактильные распространены меньше всего. Под их влиянием человек начинает осязать предметы и прикосновения, которых на самом деле нет. Роберт Стикголд, американский психиатр, приводит в пример личный опыт тактильных гипнагогических галлюцинаций: однажды он с семьёй забрался на вершину одной из гор. Перед сном, под влиянием ярких впечатлений и сильной физической усталости, он начал ощущать рукой камни, которых в действительности не существовало. После этого случая он провёл несколько исследований на тему гипнагогического состояния.

### Логические
Могут быть представлены обрывками мыслей и фраз, причём не обязательно со звуковым сопровождением и почти всегда нелогичные. Они, как правило, состоят из повседневных слов и образов, но в таком порядке, что не употребляются в разговоре. Из-за нелогичности мысли человек может резко проснуться ото сна и даже успеть записать их. На момент записи они будут казаться вполне адекватными, но после окончательного пробуждения — как странная фраза или нелепая реплика.
Не носят навязчивый характер и при концентрации внимания исчезают.

## Сонный паралич
Сонный паралич также рассматривают как гипнагогическое состояние, так как его можно отнести к промежуточным состояниям между сном и явью.
При сонном параличе человек сознательно уже проснулся, но всё ещё не может двигаться (либо уже заснул, но при этом остаётся в сознании). При этом часто слышен гудящий шум или скрежет. Иногда в состоянии сонного паралича может появиться чувство нахождения рядом постороннего живого существа, в том числе человек может периферическим зрением начать видеть размытые тёмные фигуры. Из-за этого явления в фольклоре некоторых народов появились люди-тени. Сонный паралич возникает в момент пробуждения, в отличие от галлюцинаций, которые гораздо чаще воспринимаются при засыпании. Если галлюцинации появляются при пробуждении, их называют гипнопомпическими. Например, пробуждение от кажущегося звука взрыва — гипнопомпический звуковой образ из подсознательного (взрыв во сне, грохот, шум), который может зависеть от сюжета сна или внешних факторов (падение с кровати, попытка резко разбудить спящего).